# Maja Jager
Maja Jager (Nørre Broby, 22 december 1991) is een Deens voormalig boogschutster.

## Carrière
Jager nam deel aan het wereldkampioenschap in 2009, ze verloor in de tweede ronde van Hanna Marusava. In 2011 nam ze opnieuw deel, ze versloeg achtereen volgens Kateri Vrakking, Urantungalag Bishindee en Bo Bae Ki maar verloor van Berengere Schuh. In 2013 veroverde ze individueel goud door Anastasia Pavlova, Natalja Erdynijeva, Bo Bae Ki, Ok Hee Yun en Jing Xu te verslaan. In de landencompetitie won ze brons. In 2015 versloeg ze Zuzana Lucanicova in de eerste ronde maar ging eruit tegen Karla Hinojosa in de tweede ronde. In 2017 overleefde ze de eerste ronde niet door te verliezen van Maira Sepulveda. In 2019 stoote ze door naar de 4de ronde door te winnen van Linda Lestari, Karyna Dziominskaya en Elena Richter maar verloor ze van Sugimoto Tomomi.
Daarnaast veroverde ze een zilveren medaille op de Europese Spelen in 2015 en een bronzen met Denemarken in 2019. In de World Cup won ze brons op de meeting in Wroclaw in de landencompetitie, een paar jaar later in 2016 won ze een zilveren medaille in de gemengde klasse. Op de Universiade in Gwangju in 2015 won ze een bronzen medaille.
In 2012 nam ze deel aan de Olympische Spelen waar ze in de eerste ronde verliest van de Duitse Elena Richter. Ze nam voor een tweede maal deel in 2021 en stopte met internationale competitie hierna.

## Erelijst

### Olympische Spelen
- 2012: 1e ronde (verloren van Elena Richter met 5-6)
- 2020: 2e ronde (verloren van Ksenia Perova met 3-7)

### Wereldkampioenschap
Individueel
- 2009: 2e ronde (verloren van Hanna Marusava met 103-105)
- 2011: 4e ronde (verloren van Bérengère Schuh met 4-6)
- 2013:  (gewonnen van Xu Jing met 6-5)
- 2015: 2e ronde (verloren van Karla Hinojosa met 2-6)
- 2017: 1e ronde (verlore van Maira Sepulveda met 4-6)
- 2019: 4e ronde (verloren van Tomomi Sugimoto met 4-6)

Team
- 2013:  Belek (team)

### World Cup
- 2013:  Wroclaw (team)
- 2016:  Odense (finale) (gemengd)

### Universiade
- 2015:  Gwangju (individueel)

### Europese Spelen
- 2015:  Bakoe (individueel)
- 2019:  Minsk (team)

### Europees kampioenschap
- 2021:  Antalya (team)